# ويليام إتش. كلاجت
ويليام إتش. كلاجت هو محامي وسياسي أمريكي، ولد في 21 سبتمبر 1838، وتوفي في 3 أغسطس 1901 في سبوكين في الولايات المتحدة. نشط حزبياً في الحزب الجمهوري. وقد انتخب عضو المجلس النيابي لولاية نيفادا ‏.